# Tonalá (Jalisco)
Tonalá egy nagyváros Mexikó Jalisco államának középső részén, a guadalajarai agglomerációban. 2010-ben lakossága meghaladta a 408 000 főt.

## Földrajz

### Fekvése
A város Mexikó, és azon belül Jalisco állam középső részén, a guadalajarai agglomeráció keleti szélén, a Nyugati-Sierra Madre hegyei közötti medencében fekszik. Nyugaton, ahol egybeépült Guadalajarával, sűrűbben beépített területek találhatók, míg keleten lazább a városszövet. Déli részén áthalad a Mexikói-öböl partjáig vezető 80-as főút.

### Éghajlat
A város éghajlata meleg, de nem rendkívül forró, nyáron és ősz elején igen csapadékos. Minden hónapban mértek már legalább 29 °C-os hőséget, de a rekord nem érte el a 40 °C-ot. Az átlagos hőmérsékletek a januári 17,2 és a májusi 22,7 fok között váltakoznak, fagy nem nagyon fordul elő, bár például 1999 decemberében egyszer mértek már nulla fokot. Az évi átlagosan 829 mm csapadék időbeli eloszlása rendkívül egyenetlen: a júniustól szeptemberig tartó 4 hónapos időszak alatt hull az éves mennyiség több mint 85%-a.
| Hónap                                   | Jan. | Feb. | Már. | Ápr. | Máj. | Jún. | Júl. | Aug. | Szep. | Okt. | Nov. | Dec. | Év   |
| --------------------------------------- | ---- | ---- | ---- | ---- | ---- | ---- | ---- | ---- | ----- | ---- | ---- | ---- | ---- |
| Rekord max. hőmérséklet (°C)            | 29,5 | 33,5 | 36,0 | 36,0 | 38,0 | 37,0 | 34,0 | 31,5 | 33,0  | 31,0 | 31,0 | 32,0 | 38,0 |
| Átlagos max. hőmérséklet (°C)           | 24,5 | 26,3 | 26,9 | 28,0 | 29,3 | 27,4 | 26,1 | 25,8 | 25,0  | 25,7 | 25,5 | 24,7 | 26,3 |
| Átlaghőmérséklet (°C)                   | 17,2 | 18,6 | 19,6 | 21,1 | 22,7 | 21,8 | 20,8 | 20,6 | 20,1  | 19,8 | 18,7 | 17,4 | 19,9 |
| Átlagos min. hőmérséklet (°C)           | 9,8  | 10,9 | 12,3 | 14,3 | 16,1 | 16,2 | 15,5 | 15,5 | 15,3  | 14,0 | 11,8 | 10,2 | 13,5 |
| Rekord min. hőmérséklet (°C)            | 1,0  | 4,0  | 5,0  | 7,0  | 10,0 | 9,5  | 12,0 | 10,5 | 9,5   | 6,5  | 4,5  | 0,0  | 0,0  |
| Átl. csapadékmennyiség (mm)             | 8    | 2    | 3    | 6    | 28   | 183  | 195  | 181  | 159   | 51   | 10   | 5    | 829  |
| Forrás: Servicio Meteorológico Nacional |      |      |      |      |      |      |      |      |       |      |      |      |      |

## Népesség
A település népessége a közelmúltban folyamatosan és igen gyorsan növekedett:
| Év   | Lakosság |
| ---- | -------- |
| 1990 | 151 190  |
| 1995 | 250 058  |
| 2000 | 315 278  |
| 2005 | 374 258  |
| 2010 | 408 759  |

## Története
Neve a navatl nyelvű tonallan kifejezésből származik, amelynek jelentése: „hely, ahol a Nap felkel”.
Eredetileg szapoték indiánok lakták, de ez a népesség később más törzsekkel keveredett, például a toltékokkal, akiktől számos szokást átvettek, valamint katonai technikákat is eltanultak tőlük. Fő megélhetési forrásuk a vadászat és a Río Grande de Santiago (indián nevén: Chicnahua) folyóból történő halászat volt. 1510 táján, a salétromháború során purepecsa megszállók érkeztek a területre, akiket azonban a helyi hadsereg vissza tudott verni. A harc során kiemelkedő hősiességet mutatott Coyotl , valamint Oxatac három fia, Pitláloc, Copaya és Pilili, ezért jutalmul megkapták Tlajomulco földjeit.
Amikor 1530-ban Nuño de Guzmán vezetésével megérkeztek a spanyol hódítók, Tonalát egy Cihualpilli Tzapotzinco nevű nő irányította. Ő és néhány kacika úgy vélekedett, elég erősek ahhoz, hogy az idegenek ne támadják meg őket, így békés fogadtatásra készültek, míg a helyiek egy másik része, köztük Coyolan, Ichcatán, Tzalatitán és Tetlán, úgy vélekedett, szembe kell szállni a hódító szándékkal érkező hadakkal. Tetlán, aki egy uralkodó családból származó lányt vett feleségül, nagy befolyással rendelkezett, vezérként is őt ismerték el. A békepártiak egy többek között nemesekből álló küldöttséget menesztett a spanyolokhoz, és ajándékba mézet, avokádót, hagymát és gyümölcsöket vittek nekik. Eközben azonban az ellenállók 3000 fős serege egy közeli dombon felsorakozott. Az európaiak felszólították őket, hogy vessék alá magukat a spanyol királynak; válaszként az indiánok nyílzáport zúdítottak a gyarmatosítókra. Az így megkezdődő csatát a nagy katonai fölénnyel rendelkező spanyolok végül megnyerték. Fel is állíttattak rögtön az ellenállók dombján egy templomként működő, Victoria de la Cruz („a kereszt győzelme”) nevű emlékhelyet, amelynek nagy méretű keresztje távolról is jól látható volt. A várost vezető asszonyt megkeresztelték, új neve Juana Bautista lett, addig Sangengui Xochitlának nevezett fia pedig a Santiago Vázquez Palacio nevet vette fel. Amikor Guzmán elhagyta a várost, Diego Vázquez Buendía kapitányt hagyta itt a helyőrség vezetőjéül. A település a gyarmati időkben a Santiago de Tonalá nevet viselte.
Az 1548-as népszámlálás szerint Tonalá 185 házában 1791 ember élt. Egy 1615. október 6-i dátumú dokumentumban, amelyben Juan Pastrano, Miguel Padilla és Ignacio de la Vega ferences atyák a spanyol uralkodótól azt kérték, adományozzon földet a helyieknek, úgy írták le a lakókat, mint akik „engedelmesek és nemesek”. A következő években egy híres meleg vizű fürdő működött Tonalában, amelyről Domingo Lázaro de Arregui azt írta, még a pestises betegekre is gyógyító hatással van.
Egy 1824. március 27-i keltezésű rendelet a várost villa rangra emelte, egyidejűleg pedig létrehozta Tonalá megyét is, igaz, ugyanezen év november 14-én megfosztották megyeszékhelyi rangjától, és Zapotlanejo alá rendelték. 1825-től az 1-es számú guadalajarai kantonhoz tartozott, 1889. május 13-tól pedig átkerült San Pedro megyébe. Az önálló Tonalá község 1873. szeptember 17-től létezik.

## Turizmus, látnivalók

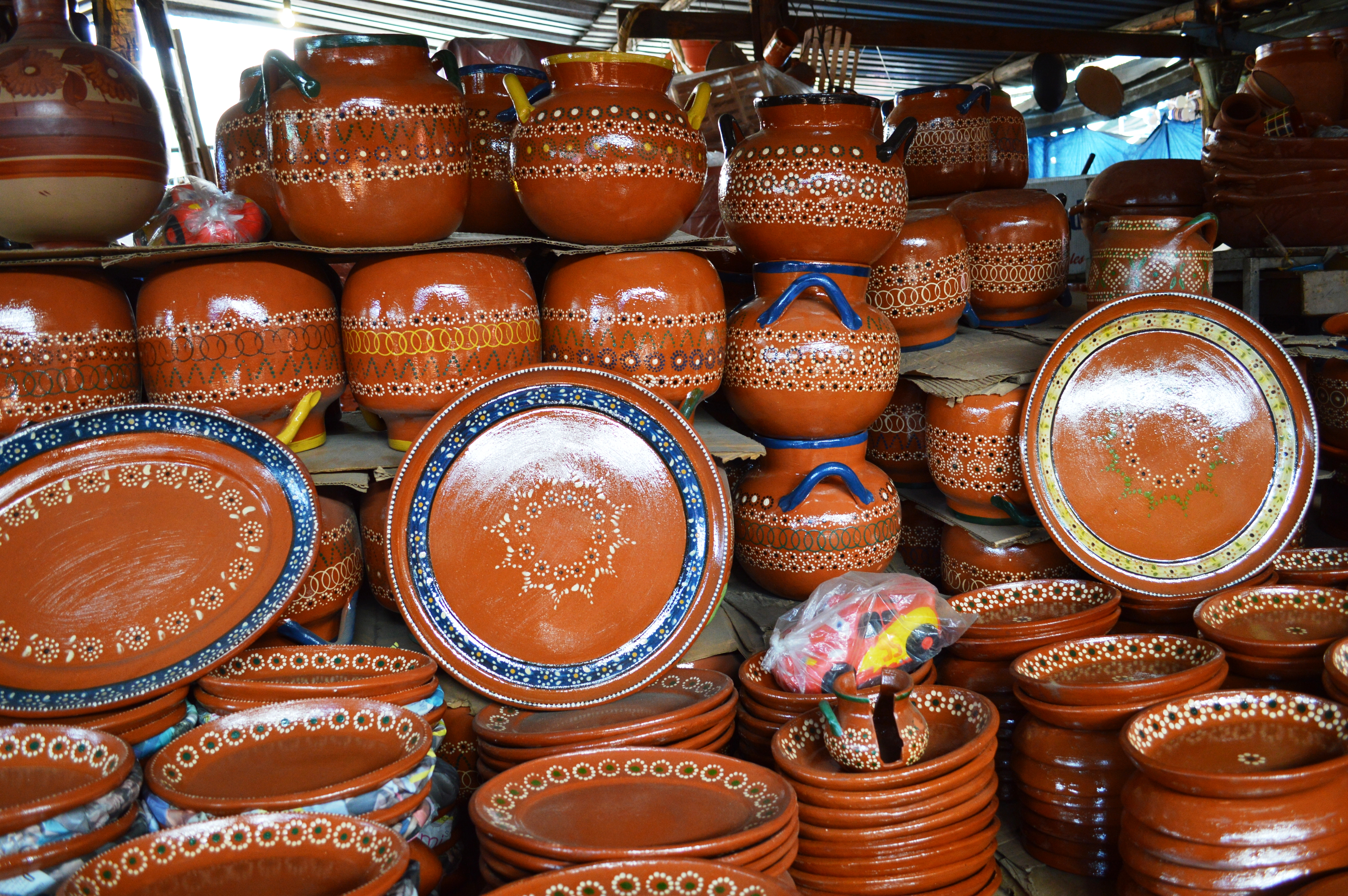
Helyi fazekastermékek

A településen több régi műemléképület is található, például a Szent Jakab-templom, a Santiago folyó hídja és a klasszicista stílusú Arroyo de Enmedio hacienda. Emellett megtalálható Tonalában Miguel Hidalgo y Costilla és Benito Juárez mellszobra is, valamint IX. Piusz pápa 1887-ben készült emlékműve, a Cerro de la Reina nevű hegyen pedig egy kilátó és Cihualpilli szobra látható.
Híres a helyi fazekasság: erre építve itt hozták létre a Nemzeti Fazekasmúzeumot, ahol nem csak a tonalái és környékbeli, hanem Mexikó más vidékeinek fazekasművészetét is bemutatják. A Museo Regional de Tonalá múzeumban a környék művészeinek és kézműveseinek időszakos kiállításai láthatók.